# (26955) Lie
(26955) Lie est un astéroïde de la ceinture principale.

## Description
(26955) Lie est un astéroïde de la ceinture principale. Il fut découvert le 30 juin 1997 à Prescott (Arizona) par Paul G. Comba. Il présente une orbite caractérisée par un demi-grand axe de 2,30 UA, une excentricité de 0,09 et une inclinaison de 23,6° par rapport à l'écliptique.

## Compléments